# أوقستي دومون
أوقستي دومون (بالفرنسية: Auguste Dumont) (و. 1801 – 1884 م) هو نحات فرنسي، ولد في باريس، كان عضوًا في أكاديمية الفنون الجميلة، توفي في باريس، عن عمر يناهز 83 عاماً.

## التعليم
تعلم في الأكاديمية الفرنسية في روما (1824–1828)، وتعلم في المدرسة الوطنية للفنون الجميلة
.

## جوائز
حصل على جوائز منها:

جائزة روما